# The Romance of the Dreamer
The Romance of the Dreamer – poemat angielskiego poety i tekściarza Josepha Edwardsa Carpentera (1813-1885), opublikowany w tomie The Romance of the Dreamer and Other Poems, wydanym w 1841. Utwór składa się z czterech części zatytułowanych The Italian Mother, The Baron, The Student i The Dreamer. 
Poemat jest napisany jambicznym czterostopowcem lub pięciostopowcem. W roli ornamentu Carpenter stosuje aliterację, czyli współbrzmienie początkowe: As one disdained, the other feared, to speak;/"Sylva", for Stolberg first the silence broke,/His deep voice faltering as he sternly spoke, —.